# Melaleuca holosericea
Melaleuca holosericea är en myrtenväxtart som beskrevs av Johannes Conrad Schauer. Melaleuca holosericea ingår i släktet Melaleuca och familjen myrtenväxter. Inga underarter finns listade i Catalogue of Life.